# الميدياقراطية
الميدياقراطية هي وضع حكومي حيث قد يكون لوسائل الإعلام سيطرة فعالة على جمهور الناخبين. ترتبط الميدياقراطية ارتباطًا وثيقًا بدور وتأثير وسائل الإعلام في النظام السياسي للولايات المتحدة، والتي ترى أن وسائل الإعلام والمنافذ الإخبارية تتمتع بمستوى كبير من التأثير على تصويت المواطنين للمرشحين والقضايا السياسية، وبالتالي فإنها تمتلك سيطرة فعالة وكبيرة على السياسة في الولايات المتحدة.

## خلفية
تمت صياغة مصطلح " الميديوقراطية " للمرة الاولى في عام 1974 بواسطة الكاتب والمعلق السياسي كيفن فيليبس ، الذي استخدم المصطلح في كتاب عنونه " الميديوقراطية: الأحزاب السياسة الأمريكية في عصر الاتصالات" .  ومنذ ذلك الوقت ، اكتسب هذا المفهوم شعبية ويستخدمه علماء السياسة والباحثون على حد سواء لمناقشة تأثير وسائل الإعلام على كل من تلك سلوك والتصويت والتوجيهات المتعلقة بالثقافية. في االاوقات الاخيرة ، شهد هذا المصطلح انتعاشًا بسبب أعمال الاقتصادي والمؤلف فابيان تاسانو . في كتابه "الاعتدال: الانقلابات والغش في ثقافة المساواة"،يشير تاسانو أن " التغاضي " عن وسائل الإعلام الشعبية في حين يقترن بزيادة الغموض في الخطاب العلمي يسبب إلى مجتمع له مظهر المساواة، ولكنه في الاخير مجتمع تحكمه النخب. .  وكانعكاس لهذا، فإن مصطلح "الإدارة الإعلامية" عادة ما يكون مصحوبًا بافتراضات سلبية حول الطبيعة الحقيقية لوسائل الإعلام في الولايات المتحدة، إلى جانب أهداف ورغبات وسائل الإعلام ككل.

## الأسباب المحتملة
هناك ثلاثة أسباب رئيسية محتملة لزيادة تأثير وسائل الإعلام على الانتخابات، وهي مزيج من نظريات مختلفة حول التأثير الثقافي لوسائل الإعلام والإصلاحات الديمقراطية الشعبوية الأخيرة في النظام السياسي الأمريكي. يرى مؤيدو النظرية المديوقراطية أنه عندما تؤخذ هذه الأسباب معًا، فإنها تظهر بشكل كبير أن وسائل الإعلام لديها مستوى كبير من التأثير على السياسة في الولايات المتحدة، مما يربط بين نفوذ وسائل الإعلام على الرأي العام والسلطة المتزايدة التي يتمتع بها الرأي العام على الذي يتم انتخابه للمنصب. تشمل هذه الأسباب المحتملة، على سبيل المثال لا الحصر، ما يلي:

### وضع أجندة
يشير وضع أجندة إلى قدرة وسائل الإعلام على التأثير على بروز القضايا المدرجة على الأجندة العامة. باختصار، سيؤدي مقدار الاهتمام بقضية معينة إلى اعتبار الجمهور بأن هذه القضية أكثر أهمية. تم تطوير نظرية وضع أجندة رسميًا من قبل الدكتور ماكس ماكومبس والدكتور دونالد شو في دراستهما حول الانتخابات الرئاسية لعام 1968 التي أجريت في تشابل هيل بولاية نورث كارولينا.  قام ماكومبس وشو باستطلاع رأي 100 من سكان مجتمع تشابل هيل ووجدوا علاقة قوية بين ما يعتقده هؤلاء السكان أنه أهم قضية انتخابية، وما ذكرته وسائل الإعلام المحلية والوطنية على نفس الأمر.  لقد كانت هذه دراسة مشهورة أظهرت وجود صلة بين بروز قضية ما في المحتوى الإعلامي وما يقابلها من أهمية تلك القضية في أذهان الناخبين. 
اعتبارًا من عام 2005، ناقشت أكثر من 400 دراسة وجود وضع الأجندة، ولا تزال القضية ذات صلة بدراسة النظام السياسي الأمريكي. 

### تمهيد
1. ↑  Phillips، Kevin (1974). Mediacracy: American Parties and Politics in the Communications Age. Doubleday. ISBN:0385049455.
2. ↑  Tassano، Fabian (2006). Mediocracy: Inversions and Deceptions in an Egalitarian Culture. Oxford. ISBN:0953677265.
3. 1 2 3  McCombs، M؛ Shaw, D (1972). "The agenda-setting function of mass media". Public Opinion Quarterly. ج. 36 ع. 2: 176. DOI:10.1086/267990.
4. ↑  McCombs، M (2005). "A look at agenda-setting: Past, present and future". Journalism Studies. ج. 6 ع. 4: 543–557. DOI:10.1080/14616700500250438. S2CID:16806434.

التمهيد، في السياق السياسي، هي نظرية تنص على أن وسائل الإعلام تلجأ للفت الانتباه ببعض القضايا بينما تتجاهل أخرى، مما يؤدي إلى تغيير المعايير التي يعتمد عليها الناخبون في اتخاذ قراراتهم السياسية. غالبًا ما يتم تنفيذ هذا التمهيد بالتعاون مع أجندة محددة في وسائل الإعلام، ويساهم هذان المفهومان في فهم كامل لمدى تأثير وسائل الإعلام على الجمهور الناخب. اقترح باحثون مثل إينجار وبيترز وكيندر هذه النظرية في بحثهم للعروض التجريبية "Not-So-Minimal" لبرامج الاخبار التلفزيونيه "الذي نشر في عام 1982 من مجلة مراجعة العلوم السياسية الأمريكية".  يرى إينجار وبيترز وكيندر أنه نظرًا لأن وسائل الإعلام تجعل بعض القضايا أكثر بروزًا من غيرها، فإنهم يحددون معايير القرارات السياسية التي يتخذها جمهور الناخبين. 
في حين أن التهيئة غالبًا ما قد تكون غير مقصودة، فإن دراسة إينجار وبيترز وكيندر التي تمت أعام 1982 تبحث في كيف يمكن ان تكو التهيئة المطلوبة أن تقييم الجمهور للمرشحين والمسؤولين المنتخبين.  فيما تم بحثه من قبل الباحثون في كيفية تأثير بروز هذه موضوعات معينة على تقييمات الناخبين للرئيس جيمي كارتر، ووجدوا أدلة كافية تدعم وجود من وضعوا جدول الأعمال والتحضير. ينجار وآخرون. أثبتوا أولاً تأثير وضع جدول الأعمال من خلال إيجاد علاقة بين الاهتمام بموضوعات متعلقة بالسياسية معينة وأهمية تلك المواضيع لدى جمهور الناخبين عند تقييم الرئيس.  ثم وجد الباحثون دليلاً على التهيئة من خلال إيجاد صلة بين تلك المعايير المعمول بها، وتقييمات الناخبين الناتجة عن الرئيس كارتر. 
وأشار مؤيدو نظرية الميديوقراطية إلى حد كبير في هذه الظاهرة المشتركة كدليل واضح على أن وسائل الإعلام لها القدرة الكافية من السيطرة على جمهور الناخبين.

### الإصلاحات الشعبوية في الديمقراطية الأمريكية
على مدار نصف القرن الماضي، كان هناك عدد من الإصلاحات التي أدت إلى تحول في السيطرة على اختيار المرشحين من نخب الحزب إلى جمهور الناخبين. يدرس توماس باترسون هذا التحول، والارتباط الناتج عنه مع تزايد النفوذ السياسي لوسائل الإعلام، في كتابه "خارج عن النظام".  ومن عام 1960 وحتّى عام 1980، تضاعف عدد المندوبين الملتزمين في كِلا الحزبين، حيث انتقل من 20% على الجانب الديمقراطي و35% على الجانب الجمهوري إلى 71% و69% لكل منهما على التوالي في عام 1980.  والأكثر من ذلك، في الفترة من 1960 إلى 2004، تضاعف عدد الولايات التي تجري الانتخابات التمهيدية (التي تُفضل النخب الحزبية  ) بدلاً من المؤتمرات الحزبية (التي تفضل الشعبوية).  يرى باترسون أن هذا التحول قد عزز بشكل غير مباشر قوة وسائل الإعلام التي ثبت أن لها تأثيرًا كبيرًا على تقييمات المواطنين للمرشحين، وعلى هذا النحو تتمتع وسائل الإعلام بنفوذ كبير في النظام السياسي الأمريكي، على الرغم من المستويات المنخفضة نسبيًا للمُساءلة السياسية. 

## التأثيرات المحتملة
يتفق معظم الباحثين الذين يناقشون نظرية الميديوقراطية على أن سيطرة وسائل الإعلام على النظام السياسي الأمريكي من شأنها أن تؤدي إلى تراجع موضوعية وعقلانية تبادل المعلومات في السياسة في أحسن الأحوال، وإلى مجتمع يسيطر عليه أصحاب التكتلات الإعلامية الكبيرة في أسوأ الأحوال. ومع ذلك، من المهم أن نتذكر أن نظرية الديموقراطية بينما يتم مناقشتها بشكلٍ شعبي تصاحبها افتراضات سلبية للغاية حول الطبيعة الحقيقية لوسائل الإعلام في الولايات المتحدة، مما يؤثر على الميول التي يتخذه الباحثون بشأن المستقبل.
يناقش بول كورتز بأن اتجاهات وسائل الإعلام الحالية التي تؤكد على الإثارة تميل إلى جذب القاسم المشترك الأدنى، الأمر الذي من شأنه أن يساهم في انخفاض مستوى التعليم والفكر المعرفي الانعكاسي لمستهلكي وسائل الإعلام.  يناقش كورتز أيضًا أن تزايد توحيد وسائل الإعلام يضر بتنوع الآراء في المجتمع، وأن تركيز التكتلات الإعلامية على تزايد الأرباح سيؤدي إلى سيطرة المعلنين على المعلومات التي يتم الحصول عليها من خلال وسائل الإعلام.  وقد كرر فابيان تاسانو هذا الشعور إلى حد كبير، حيث تمادى إلى التكهن بأن النخبة المتميزة من المواطنين المطلعين سوف تكون لها السيطرة على المجتمع في نهاية المطاف. 

## الخلافات
إن الشكوى الأساسية الموجهة ضد نظرية الميديوقراطية تكمن في أن الباحثين الذين يدعمون هذه النظرية يبالغون بشكل كبير في تقدير وتقييم تأثير وسائل الإعلام تقول شارون ميراز في دراستها "النضال من أجل "كيفية التفكير": وسائل الإعلام التقليدية، والشبكات الاجتماعية ، وتفسير القضايا" أنه بسبب التشرذم المتزايد في التحكم في المعلومات [الإنجليزية] في عصر الإنترنت ، حيث يوجد "ضعف في تأثير النخب الإعلامية ووسائل الإعلام التقليدية التي تشكل قوة مميزة في التأثير على تفسير القضايا داخل البيئات السياسية الشبكية.  تظهر شارون ميراز في دراستها أن التقنيات الناشئة أضعفت النخب الإعلامية، الأمر الذي أدى إلى تراجع مستوى السيطرة المركزية في نظريات معظم مؤيدي نظرية الميديوقراطية  ولم يتحدد بعد في ما إذا كان هذا التغيير دائمًا، أم هو نتيجة مؤقتة للتكنولوجيا الجديدة التي ستُختار من قبل النخب الإعلاميةفي نهاية المطاف.

## أنظر أيضا
- الرداءة
- تحويل إعلامي
- مجمع سياسي إعلامي